# 후진국

2023년 기준의 후진국

후진국(後進國)은 선진국에 반대되는 개념으로, 후진국은 개발도상국과 같은 개념이다. 산업 발달이 거의 이루어지지 않은 국가를 말한다. 후발발전도상국(後發發展途上國) 또는 후발개발도상국(後發開發途上國) 등의 용어로도 통용된다. 공업화가 어느 정도 진행되어 2차 산업의 비중이 높은 개발도상국과는 달리 농업과 같은 1차 산업이 주요 산업이다. 후진국은 대체로 국민소득이 매우 낮고, 국민들의 교육 수준도 매우 낮다. 또한 정치가 불안정하고, 식량을 살 돈도 부족하여 식량난을 겪고 있는 국가도 많다. 농업에 필요한 노동력을 확보하기 위해 많은 자녀를 출산하여 출산률이 높은 데 반해, 의료 기술의 발전으로 영아사망률은 낮아져 인구 증가율이 높아 인구가 급속도로 증가하고 있다. 현재에는 저개발국가, 후진국이라는 말을 어감의 이유로 개발도상국이라는 용어로 통용하여 사용한다.

## 목록

### 아시아
- 네팔
- 동티모르
- 라오스
- 미얀마
- 방글라데시
- 북한
- 아프가니스탄
- 예멘
- 캄보디아

### 오세아니아
- 솔로몬 제도
- 키리바시
- 투발루

### 아메리카
- 아이티

### 아프리카
| - 감비아 - 기니 - 기니비사우 - 남수단 - 니제르 - 라이베리아 - 레소토 - 르완다 - 마다가스카르 - 말라위 - 말리 | - 모리타니 - 모잠비크 - 베냉 - 부룬디 - 부르키나파소 - 세네갈 - 소말리아 - 수단 - 시에라리온 - 앙골라 | - 에리트레아 - 에티오피아 - 우간다 - 잠비아 - 중앙아프리카 공화국 - 지부티 - 차드 - 코모로 - 콩고민주공화국 - 탄자니아 - 토고 |

## 같이 보기
- 개발도상국
- 선진국
- 신흥공업국
- 브릭스
- 남북문제
- 남남문제
- 제3세계